# SVV in het seizoen 1969/70
Het seizoen 1969/1970 was het 16e jaar in het bestaan van de Schiedamse betaaldvoetbalclub SVV. De club kwam uit in de Eredivisie en eindigde daarin op de 18e plaats, dit betekende rechtstreekse degradatie naar de Eerste divisie. Tevens deed de club mee aan het toernooi om de KNVB Beker, hierin werd in de eerste ronde verloren van Velox (1–2).

## Wedstrijdstatistieken

### Eredivisie
|       | ADO   | Ajax  | AZ '67 | DOS   | DWS   | Feijenoord | Go Ahead | Haarlem | Holland Sport | GVAV  | MVV   | NAC   | N.E.C. | PSV   | Sparta | Telstar | FC Twente '65 |
| ----- | ----- | ----- | ------ | ----- | ----- | ---------- | -------- | ------- | ------------- | ----- | ----- | ----- | ------ | ----- | ------ | ------- | ------------- |
| Thuis | 1 – 3 | 0 – 6 | 3 – 2  | 4 – 2 | 0 – 2 | 3 – 4      | 0 – 3    | 1 – 1   | 0 – 0         | 0 – 1 | 3 – 7 | 1 – 1 | 4 – 2  | 2 – 1 | 2 – 2  | 1 – 3   | 1 – 0         |
| Uit   | 5 – 0 | 8 – 0 | 1 – 0  | 1 – 0 | 3 – 2 | 6 – 0      | 1 – 0    | 1 – 0   | 0 – 0         | 2 – 1 | 2 – 1 | 4 – 0 | 4 – 0  | 6 – 0 | 3 – 1  | 2 – 0   | 1 – 0         |

### KNVB Beker
| 1e ronde                                    | Velox                                | 2 – 1 (1 – 1) | SVV               |
| 19 oktober 1969 Plaats: Utrecht Galgenwaard | Peter Aardoom 36' Joop Steenhuis 66' |               | 20' Aad Koudijzer |

## Statistieken SVV 1969/1970

### Eindstand SVV in de Nederlandse Eredivisie 1969 / 1970
| Stand | Gespeeld | Gewonnen | Gelijk | Verloren | Punten | Doelpunten voor | Doelpunten tegen |
| ----- | -------- | -------- | ------ | -------- | ------ | --------------- | ---------------- |
| 18e   | 34       | 5        | 5      | 24       | 15     | 31              | 90               |

### Topscorers
| #      | Naam               | Goal |
| ------ | ------------------ | ---- |
| 1.     | Aad Koudijzer      | 8    |
| 2.     | Wout van Meeteren  | 5    |
| 2.     | Leen Warnaar       | 5    |
| 4.     | Maarten van Beek   | 4    |
| 5.     | Wil van Beveren    | 2    |
| 5.     | Vladimir Ćirić     | 2    |
| 5.     | Ton Vorstenbos     | 2    |
| 8.     | Hans Hazebroek     | 1    |
| 8.     | Peter van der Meer | 1    |
| 8.     | Arie Verboon       | 1    |
| Totaal | Totaal             | 31   |

| #      | Naam          | Goal |
| ------ | ------------- | ---- |
| 1.     | Aad Koudijzer | 1    |
| Totaal | Totaal        | 1    |

## Voetnoten
ADO ·
Ajax ·
AZ '67 ·
DOS ·
DWS ·
Feijenoord ·
Go Ahead ·
Haarlem ·
Holland Sport ·
GVAV ·
MVV ·
NAC ·
N.E.C. ·
PSV ·
Sparta ·
SVV ·
Telstar ·
FC Twente '65